# 卡爾頓·阿爾拔圖·方杜拉·度斯·山度士
卡爾頓·阿爾拔圖·方杜拉·度斯·山度士（Claiton Alberto Fontoura dos Santos，1978年1月25日—）一般称作卡爾頓，生于阿雷格里港，巴西职业足球运动员，现效力于日本職業足球联赛球会札幌岡薩多队。